# Frank Hagney
Frank S. Hagney (Sídney, Australia; 20 de marzo de 1884 - Los Ángeles, California; 25 de junio de 1973) fue un actor australiano que realizó su carrera en Estados Unidos.

## Biografía
Hagney apareció en más de 350 películas de Hollywood entre 1919 y 1966, pero en la mayoría de ellas con apariciones cortas o sin acreditar. Debido a su altura y su apariencia fuerte, a Hagney solían darle papeles de oficiales o de secuaces. Es más conocido por haber interpretado a Henry F. Potter en el clásico de Frank Capra It's a Wonderful Life (1946). También protagonizó más de 70 programas de televisión, como The Cisco Kid, The Adventures of Kit Carson, The Lone Ranger, The Rifleman, Perry Mason and Daniel Boone. 
Estuvo casado con Edna Shephard.
Fue boxeador profesional de peso pesado entre los años 1914 y 1921, enfrentándose a Luis Angel Firpo y Jack Murray entre otros.

## Filmografía parcial
- The Ghost in the Garret (1921)
- Go Get 'Em Hutch (1922)
- Roaring Rails (1924)
- Hogan's Alley (1925)
- The Sea Beast (1926)
- The Fighting Marine (1926)
- One Round Hogan (1927)
- The Charge of the Gauchos (1928)
- Burning Daylight (1928)
- Free Lips (1928)
- Vultures of the Sea (1928)
- Hell Bound (1931)
- The Phantom of the West (1931)
- Fighting Caravans (1931)
- Ride Him, Cowboy (1932)
- The Golden West (1932)
- The Meanest Gal in Town (1934)
- Conflict (1936)
- Misbehaving Husbands (1940)
- Dr. Jekyll and Mr. Hyde (1941)
- Mr. Celebrity (1941)
- Broadway Big Shot (1942)
- It's a Wonderful Life (1946)
- Johnny Belinda (1948)
- The Paleface (1948)
- The Son of Dr. Jekyll (1951) - Hombre en bar (no acreditado)
- Abbott and Costello Meet the Keystone Kops (1955)
- The Ten Commandments (1956)
- McLintock! (1963) - Elmer el barman (no acreditado)